# (6666) Frö
(6666) Frö, désignation internationale (6666) Fro, est un astéroïde de la ceinture principale.

## Description
(6666) Fro est un astéroïde de la ceinture principale. Il fut découvert le 19 mars 1993 à La Silla par le programme UESAC. Il présente une orbite caractérisée par un demi-grand axe de 2,58 UA, une excentricité de 0,24 et une inclinaison de 3,0° par rapport à l'écliptique.

## Compléments